# Jiang Haiqi
Jiang Haiqi (Shanghai, 17 januari 1992) is een Chinese zwemmer. Hij vertegenwoordigde zijn vaderland op de Olympische Zomerspelen 2012 in Londen.

## Carrière
Bij zijn internationale debuut, op de Aziatische Spelen 2010 in Kanton, veroverde hij samen met Shi Tengfei, Shi Runqiang en Lu Zhiwu de gouden medaille op de 4x100 meter vrije slag. Op de 4x200 meter vrije slag legde hij samen met Zhang Lin, Li Yunqi en Sun Yang beslag op de gouden medaille. In Dubai nam de Chinees deel aan de wereldkampioenschappen kortebaanzwemmen 2010, op dit toernooi strandde hij in de series van de 200 meter vrije slag. Samen met Zhang Zhongchao, Jiang Yuhui en Dai Jun eindigde hij als zesde op de 4x200 meter vrije slag, op de 4x100 meter vrije slag eindigde hij samen met Shi Tengfei, Shi Rungqiang en Lu Zhiwu op de zevende plaats.
Op de wereldkampioenschappen zwemmen 2011 in Shanghai werd Jiang uitgeschakeld in de series van zowel de 100 als de 200 meter vrije slag, samen met Lu Zhiwu, He Jianbin en Zhang Enjian strandde hij in de series van de 4x100 meter vrije slag.
Tijdens de Olympische Zomerspelen van 2012 in Londen sleepte hij samen met Hao Yun, Li Yunqi en Sun Yang de bronzen medaille in de wacht op de 4x200 meter vrije slag.

## Internationale toernooien
| Jaar | Olympische Spelen | WK langebaan                                                  | WK kortebaan                                                  | PanPacs       | Aziatische Spelen                     |
| ---- | ----------------- | ------------------------------------------------------------- | ------------------------------------------------------------- | ------------- | ------------------------------------- |
| 2010 |                   |                                                               | 11e 200m vrije slag 7e 4x100m vrije slag 6e 4x200m vrije slag | geen deelname | 4x100m vrije slag · 4x200m vrije slag |
| 2011 |                   | 38e 100m vrije slag 29e 200m vrije slag 13e 4x100m vrije slag |                                                               |               |                                       |
| 2012 | 4x200m vrije slag |                                                               | geen deelname                                                 |               |                                       |

## Persoonlijke records
Bijgewerkt tot en met 22 augustus 2013

### Kortebaan
| Afstand         | Tijd    | Datum            | Plaats |
| --------------- | ------- | ---------------- | ------ |
| 100m vrije slag | 48,00   | 8 november 2011  | Peking |
| 200m vrije slag | 1.43,63 | 15 december 2010 | Dubai  |
| 400m vrije slag | 3.47,92 | 8 november 2011  | Peking |

### Langebaan
| Afstand         | Tijd    | Datum        | Plaats   |
| --------------- | ------- | ------------ | -------- |
| 100m vrije slag | 50,16   | 27 juli 2011 | Shanghai |
| 200m vrije slag | 1.49,18 | 1 april 2009 | Shaoxing |